# وزارة التعليم العالي (أفغانستان)
وزارة التعليم العالي الأفغانية (بالدرية: وزارت تحصیلات عالی) (بالبشتوية: د افغانستان د لوړو زده کړو وزارت)‏ هي وزارة حكوميَّة في أفغانستان، وهي مسؤولة عن تنظيم وتوسيع وتطوير مؤسسات التعليم العالي في البلاد. وزير التعليم العالي الحالي، هو ندا محمد نديم، منذ أن شغل المنصب في أكتوبر 2022.
الوزارة مسؤولة عن تدريب المعلمين ووضع منهج وطني للتعليم العالي بالإضافة إلى برامج التعليم الخاص مثل التدريب أثناء الخدمة وتعزيز التعليم الإضافي لأعضاء هيئة التدريس بالجامعة.
تقوم الوزارة بتطوير شراكات مع جامعات عالمية، وتنظيم الندوات والمؤتمرات، والتأكد من توفير أماكن إقامة للطلاب والمدرسين في الجامعات، وتوفير الخبرة والتدريب في مجال المحاسبة، والإجراءات الإدارية، ومحو الأمية الحاسوبية.

## روابط خارجية
- موقع الوزارة على تويتر.
- الموقع الرسمي للوزارة.